# Campeonato Mundial de Taekwondo de 2017
El XXIII Campeonato Mundial de Taekwondo se celebró en Muju (Corea del Sur) entre el 24 y el 30 de junio de 2017 bajo la organización de Taekwondo Mundial (WT) y la Federación Surcoreana de Taekwondo.
Las competiciones se realizaron en el T1 Arena de la ciudad surcoreana.

## Calendario
|  | Preliminares | ● | Finales |

| Junio de 2017 | Sáb 24 | Dom 25 | Lun 26 | Mar 27 | Mié 28 | Jue 29 | Vie 30 |
| ------------- | ------ | ------ | ------ | ------ | ------ | ------ | ------ |
| –54 kg        |        | ●      |        |        |        |        |        |
| –58 kg        |        |        |        |        | ●      |        |        |
| –63 kg        |        |        |        |        |        |        | ●      |
| –68 kg        |        |        |        | ●      |        |        |        |
| –74 kg        |        |        | ●      |        |        |        |        |
| –80 kg        |        |        |        |        |        |        | ●      |
| –87 kg        |        |        |        |        |        | ●      |        |
| +87 kg        |        |        |        |        |        | ●      |        |

| Junio de 2017 | Sáb 24 | Dom 25 | Lun 26 | Mar 27 | Mié 28 | Jue 29 | Vie 30 |
| ------------- | ------ | ------ | ------ | ------ | ------ | ------ | ------ |
| –46 kg        |        | ●      |        |        |        |        |        |
| –49 kg        |        |        | ●      |        |        |        |        |
| –53 kg        |        |        |        |        | ●      |        |        |
| –57 kg        |        |        |        |        |        |        | ●      |
| –62 kg        |        |        |        |        |        |        | ●      |
| –67 kg        |        |        |        | ●      |        |        |        |
| –73 kg        |        |        |        |        |        | ●      |        |
| +73 kg        |        |        |        |        | ●      |        |        |

## Medallistas

### Masculino
| Evento         | Oro                              | Plata                        | Bronce                                                          |
| -------------- | -------------------------------- | ---------------------------- | --------------------------------------------------------------- |
| –54 kg (25.06) | Kim Tae-Hun Corea del Sur        | Armin Hadipur Irán           | Vito Dell'Aquila · Italia · Ramnarong Sawekwiharee · Tailandia  |
| –58 kg (28.06) | Jeong Yun-Jo Corea del Sur       | Mijail Artamonov · Rusia     | Carlos Navarro Valdez · México · Jesús Tortosa Cabrera · España |
| –63 kg (30.06) | Zhao Shuai China                 | Mirhashem Hoseini Irán       | Bradly Sinden Reino Unido Məhəmməd Məmmədov Azerbaiyán          |
| –68 kg (27.06) | Lee Dae-Hoon Corea del Sur       | Huang Yu-Jen China Taipéi    | Vladimir Dalakliev Bulgaria Ahmad Abugaush Jordania             |
| –74 kg (26.06) | Maxim Jramtsov · Rusia           | Nikita Rafalovich Uzbekistán | Masud Hayi-Zavareh · Irán · Kairat Sarymsakov · Kazajistán      |
| –80 kg (30.06) | Milad Beigi Hərçəqani Azerbaiyán | Anton Kotkov · Rusia         | Damon Sansum Reino Unido Aaron Cook Moldavia                    |
| –87 kg (29.06) | Alexander Bachmann · Alemania    | Vladislav Larin · Rusia      | In Kyo-Don Corea del Sur Ivan Trajkovič Eslovenia               |
| +87 kg (29.06) | Abdoulrazak Issoufou Níger       | Mahama Cho Reino Unido       | Anthony Obame · Gabón · Roman Kuznetsov · Rusia                 |

### Femenino
| Evento         | Oro                         | Plata                              | Bronce                                                              |
| -------------- | --------------------------- | ---------------------------------- | ------------------------------------------------------------------- |
| –46 kg (25.06) | Sim Jae-Young Corea del Sur | Trương Thị Kim Tuyến Vietnam       | Andrea Ramírez Vargas · Colombia · Napaporn Charanawat · Tailandia  |
| –49 kg (26.06) | Vanja Stanković Serbia      | Panipak Wongpattanakit Tailandia   | Wenren Yuntao · China · Kristina Tomić · Croacia                    |
| –53 kg (28.06) | Zeliha Ağrıs Turquía        | Tatiana Kudashova · Rusia          | Dinoraxon Mamadibragimova Uzbekistán Inese Tarvida Letonia          |
| –57 kg (30.06) | Lee Ah-Reum Corea del Sur   | Hatice Kübra İlgün Turquía         | Jade Jones · Reino Unido · Nikita Glasnović · Suecia                |
| –62 kg (30.06) | Ruth Gbagbi Costa de Marfil | Kimia Alizadeh Irán                | Kim So-Hee · Corea del Sur · Tatiana Kuzmina · Rusia                |
| –67 kg (27.06) | Nur Tatar Turquía           | Paige McPherson Estados Unidos     | Kim Jan-Di Corea del Sur Zhang Mengyu China                         |
| –73 kg (29.06) | Milica Mandić Serbia        | Oh Hye-Ri Corea del Sur            | María del Rosario Espinoza · México · Reshmie Oogink · Países Bajos |
| +73 kg (28.06) | Bianca Walkden Reino Unido  | Jacqueline Galloway Estados Unidos | An Sae-Bom Corea del Sur Zheng Shuyin China                         |

## Medallero
| Núm. | País            | Oro | Plata | Bronce | Total |
| ---- | --------------- | --- | ----- | ------ | ----- |
| 1    | Corea del Sur   | 5   | 1     | 4      | 10    |
| 2    | Turquía         | 2   | 1     | 0      | 3     |
| 3    | Serbia          | 2   | 0     | 0      | 2     |
| 4    | Rusia           | 1   | 4     | 2      | 7     |
| 5    | Reino Unido     | 1   | 1     | 3      | 5     |
| 6    | China           | 1   | 0     | 3      | 4     |
| 7    | Azerbaiyán      | 1   | 0     | 1      | 2     |
| 8    | Alemania        | 1   | 0     | 0      | 1     |
| 8    | Costa de Marfil | 1   | 0     | 0      | 1     |
| 8    | Níger           | 1   | 0     | 0      | 1     |
| 11   | Irán            | 0   | 3     | 1      | 4     |
| 12   | Estados Unidos  | 0   | 2     | 0      | 2     |
| 13   | Tailandia       | 0   | 1     | 2      | 3     |
| 14   | Uzbekistán      | 0   | 1     | 1      | 2     |
| 15   | China Taipéi    | 0   | 1     | 0      | 1     |
| 15   | Vietnam         | 0   | 1     | 0      | 1     |
| 17   | México          | 0   | 0     | 2      | 2     |
| 18   | Bulgaria        | 0   | 0     | 1      | 1     |
| 18   | Colombia        | 0   | 0     | 1      | 1     |
| 18   | Croacia         | 0   | 0     | 1      | 1     |
| 18   | Eslovenia       | 0   | 0     | 1      | 1     |
| 18   | España          | 0   | 0     | 1      | 1     |
| 18   | Gabón           | 0   | 0     | 1      | 1     |
| 18   | Italia          | 0   | 0     | 1      | 1     |
| 18   | Jordania        | 0   | 0     | 1      | 1     |
| 18   | Kazajistán      | 0   | 0     | 1      | 1     |
| 18   | Letonia         | 0   | 0     | 1      | 1     |
| 18   | Moldavia        | 0   | 0     | 1      | 1     |
| 18   | Países Bajos    | 0   | 0     | 1      | 1     |
| 18   | Suecia          | 0   | 0     | 1      | 1     |
|      | TOTAL           | 16  | 16    | 32     | 64    |